# 农安镇
44°26′05″N 125°10′30″E / 44.43472°N 125.17500°E
农安镇位于中国吉林省农安县中部，长春市北63千米处，是农安县人民政府驻地。面积426平方千米，人口224387人，下辖4个社区、48个行政村。